# ガリバーと小人たち
ガリバーと小人たち（原題：The Adventures of Gulliver）は、ガリヴァー旅行記を基に作られたアメリカ合衆国のテレビアニメ。ハンナ・バーベラ・プロダクション制作。1968年から1969年までABCで放送された。日本では1969年4月13日から8月17日までNHK総合テレビの『少年映画劇場』で、『世界探検旅行』と2本立てで放送された。なお『少年映画劇場』はそれまで日曜18:00 - 18:50枠（JST）だったが、1969年春の改編で日曜18:00 - 18:05（JST）にも子供向け報道番組『こどもニュース』が設置されたため、18:05 - 18:50（JST）に縮小された。

## 日本語版声優
- 江幡高志[2]
- 熊倉一雄[2]
- 前川功人[4]
- 八代駿[4]
- 宮地晴子[5]

## エピソードリスト
1ː Dangerous Journey 
2ː The Valley Of Time
3ː The Capture
4ː The Tiny Vikings
5ː The Forbidden Pool
6ː The Perils of Lilliputs 
7ː Exit Leech 
8ː Hurricane Island 
9ː Mysterious Island
10ː Little Man Of The Year 
11ː The Rescue
12ː The Dark Sleep
13ː The Runaway
14ː The Masquerade
15ː The Missing Crown
16ː Gulliver's Challenge
17ː The Hero 

### 日本放送時のエピソード
| 話数 | サブタイトル                             | 放送日        |
| ---- | ---------------------------------------- | ------------- |
| 1    | 大ワシ来襲                               | 1969年4月13日 |
| 2    | 宝の地図                                 | 1969年4月20日 |
| 3    | 恐竜の国                                 | 1969年4月27日 |
| 4    | 海賊白ひげ                               | 1969年5月10日 |
| 5    | 魔法の池                                 | 1969年5月18日 |
| 6    | どろぼうサーカス団 （The Missing Crown） | 1969年5月25日 |
| 7    | 魔術師リーチ （Exit Leech）              | 1969年6月1日  |
| 8    | 大あらし （Hurricane Island）            | 1969年6月8日  |
| 9    | お化けの森                               | 1969年6月15日 |
| 10   | チッピの大手柄                           | 1969年6月22日 |
| 11   | 絶体絶命                                 | 1969年6月29日 |
| 12   | 眠りのエキス                             | 1969年7月6日  |
| 13   | 逃げたバチリア                           | 1969年7月13日 |
| 14   | ニセの王様                               | 1969年7月20日 |
| 15   | 探偵入門                                 | 1969年7月27日 |
| 16   | 騎士ブラックナイト                       | 1969年8月10日 |
| 17   | チッビは英雄 （The Hero）                | 1969年8月17日 |